# Messier 26
Messier 26, ook wel NGC 6694, is een open sterrenhoop in het sterrenbeeld Schild (Scutum). Hij werd door Charles Messier in 1764 ontdekt en in zijn lijst van komeetachtige objecten opgenomen als nummer 26.
M26 ligt op een afstand van 5000 lichtjaar en heeft een diameter van ongeveer 22 lichtjaar. De groep heeft zich ongeveer 89 miljoen jaar geleden gevormd. De helderste ster van M26 heeft een magnitude van 11,9. Interessant aan M26 is een ster-arm gebied nabij het centrum van de cluster, waarschijnlijk een optisch verschijnsel veroorzaakt door een wolk van interstellaire materie tussen ons en de cluster.